# Oculina robusta
Espèce
Statut CITES
Oculina robusta est une espèce de coraux appartenant à la famille des Oculinidae.